# 13730 Willis
13730 Willis è un asteroide della fascia principale. Scoperto nel 1998, presenta un'orbita caratterizzata da un semiasse maggiore pari a 2,3229979 UA e da un'eccentricità di 0,1531536, inclinata di 6,30901° rispetto all'eclittica.